# Ned Steinberger
Ned Steinberger (Princeton, 1948) è un designer di strumenti musicali statunitense.

## Inizio della carriera
Figlio del prestigioso fisico Jack, Ned Steinberger si laureò in design al Maryland Institute of Art nel 1975 specializzandosi in scultura. Trasferitosi a New York, iniziò quindi a lavorare per la Thonet Industries come disegnatore di mobili industriali. In seguito ricorderà che i suoi inizi come designer di mobili, ed in particolare di sedie, gli hanno fatto acquisire una particolare attenzione per l'ergonomia degli oggetti e degli strumenti musicali. Nello stesso periodo, divideva a Brooklyn un capannone per il taglio del legno con il liutaio Stuart Spector. All'epoca Spector si era fatto un nome nella cerchia degli esperti per le sue chitarre artigianali ma, su suggerimento di un musicista, stava cercando di ampliare la propria produzione ai bassi elettrici. In tale situazione, l'incontro con Steinberger fu provvidenziale: nel 1976 il giovane designer creava il basso NS Model per Spector, imparando da quest'ultimo i segreti della produzione degli strumenti musicali. Le idee innovative di Steinberger erano sostanzialmente due:
1. l'inutilità della paletta, l'estremità del manico, negli strumenti a corda. Tale parte, lungi dal contribuire al tono dello strumento data la sua estraneità alla vibrazione delle corde e alla loro risonanza armonica, costituisce una causa di frizione delle stesse, le quali, passando attraverso il capotasto, sono soggette alla tensione che qui si accumula durante la vibrazione (trattandosi di un punto dove le corde hanno a disposizione uno spazio di vibrazione molto ristretto) e conseguentemente sono propense a scordarsi. L'intuizione di Steinberger fu quella di eliminare la paletta e il capotasto, spostando le chiavette per accordare all'estremità opposta del corpo, ossia in fondo al ponte, ottenendo così un migliore e prolungato mantenimento dell'accordatura e un miglior bilanciamento complessivo dello strumento, il quale, liberato del peso della paletta e delle chiavette, non tende più a scendere verso il basso quando tenuto a tracolla.
2. la sperimentazione nell'utilizzo di materiali artificiali, alternativi al legno, nella costruzione. Nella visione di Steinberger il legno, pur nelle sue numerose varietà e con gli accorgimenti derivanti da plurisecolari tecniche di lavorazione liuteristica, presenta delle proprietà fisiche non ottimali per la realizzazione di strumenti musicali. La densità di tale materiale non è uniforme (il legno può essere più o meno poroso in ragione della qualità considerata), ciò che lo rende soggetto ad estensione e distensione al variare della temperatura e del tasso di umidità. Tradizionalmente, nella produzione di chitarre elettriche si era ovviato a tale problema attraverso l'inserimento nel manico, la parte più fragile, di una barra d'acciaio regolabile (truss rod), attraverso la quale aggiustare la tensione del manico stesso. Sforzandosi di trovare una soluzione a tali inconvenienti, Steinberger comincia a sperimentare con materiali artificiali fino a giungere alla creazione di un composto sintetico (detto "Steinberger Blend") molto più denso del legno, in modo da poter sopportare uniformemente la tensione delle corde senza necessitare di un truss rod al suo interno, ed impermeabile, così da non essere affetto dalle variazioni di umidità nonché dal sudore delle mani del suonatore.

Nel 1977 vennero realizzati i primi prototipi del nuovo basso ma, per ammissione stessa di Ned, avevano un suono pessimo. Fu pertanto necessario uno studio delle proprietà armoniche del nuovo materiale, un incrocio tra fibra di carbonio e fibra di vetro, legate a costituire la tastiera da una resina epossidica. Tale composto, la cui formula chimica resta segreta, era stato sviluppato congiuntamente al produttore di barche Bob Young, il cui figlio musicista aveva incontrato Steinberger attraverso Stuart Spector. Nel 1979 vedeva la luce il nuovo basso L2, prodotto nel capannone di Brooklyn.

## L2 e la nascita della Steinberger Sound Co.
Il nuovo basso era uno strumento assolutamente senza precedenti: privo di paletta, con un corpo di dimensioni ridotte (fino a farlo sembrare un remo) e interamente costruito in materiale sintetico, presentava degli innovativi pick-up magnetici attivi, prodotti dalla casa americana EMG. Questi erano dotati, anziché di un magnete permanente, di un elettromagnete, cioè di una bobina interna all'avvolgimento trasduttore, polarizzata da una batteria a 9V che riduceva il fruscio e i disturbi tipici dei magneti permanenti. Questi pick-up attivi, per distinguerli da quelli tradizionali, non hanno nulla a che vedere con il "circuito attivo" presente in altri strumenti che modifica il segnale avvalendosi di un preamplificatore, alimentato da una batteria. Lo stesso anno fu presentato alledizione estiva del NAMM Show e il basso L2 ottenne riscontri entusiastici, i primi prototipi furono venduti a musicisti professionisti come John Entwistle degli Who, Tony Levin (allora con i King Crimson) e Andy West dei Dixie Dregs. Per iniziare una produzione industriale vera e propria, l'anno successivo Ned, dopo aver ottenuto un brevetto per l'L2, fondò a Brooklyn la Steinberger Sound Corporation, partecipando, nel 1981, alla più grande fiera europea per produttori di strumenti musicali, Musikmesse di Francoforte. Nello stesso anno la Industrial Designers Society of America riconosceva la genialità di Ned Steinberger conferendogli l'Industrial Designers Excellence Award, mentre la rivista Time dichiarava l'L2 "uno dei cinque migliori disegni del 1981". L'anno seguente, la Steinberger vinse anche il Reinforced Plastics/Composite Award della Society of the Plastics Industry e l'Award of Excellence from Materials Engineering.
A questo punto la domanda per il basso Steinberger cominciò ad aumentare vertiginosamente, superando nel 1982 il 300% della capacità produttiva dell'impresa. Pur digiuno di nozioni imprenditoriali, Ned Steinberger capì che per guadagnare abbastanza da produrre un numero di bassi sufficienti a soddisfare la domanda di mercato avrebbe dovuto estendere la produzione anche al settore di mercato più redditizio, vale a dire quello delle chitarre elettriche.

## Newburgh e la GL2
Per aumentare la produzione del materiale sintetico che l'aveva resa celebre, la neonata impresa abbisognava di spazi più ampi, di attrezzature più sofisticate e di personale competente. Tuttavia né le vendite né le finanze personali di Ned Steinberger potevano sostenere economicamente simili investimenti. In quello stesso periodo la piccola cittadina di Newburgh, nello stato di New York, conosceva un periodo di alta disoccupazione dovuta alla chiusura degli stabilimenti di lavorazione del legname, principale attività del luogo. Per risolvere questa situazione il consiglio cittadino di Newburgh intraprese una politica di prestiti agevolati per gli imprenditori che intendessero aprire stabilimenti in città. Ned Steinberger ne approfittò e nel 1983 la Steinberger Sound Co. si trasferì a Newburgh, dove aveva a disposizione locali più ampi e abbondanza di manodopera a buon mercato.
Già nel 1982 era iniziata la costruzione di un prototipo di chitarra elettrica secondo le caratteristiche del basso L2, per questa Steinberger volle sperimentare ulteriori innovazioni: mantenendo la forma "minimalista" e il materiale composito che erano la caratteristica dell'L2, si concentrò sul ponte mobile. Questo accessorio, fino a quel momento, non aveva più conosciuto significative innovazioni dal ponte della Fender Stratocaster, introdotto nel 1957. Partendo da un ponte basato su sellette munite di rotelle di ottone che consentivano lo scorrere delle corde su di esse quando la leva del vibrato fosse stata abbassata, Steinberger pensò di aggiungere un "braccio" meccanico che, partendo dalla posizione della leva, si abbassasse e si alzasse secondo i movimenti della leva stessa. L'estremità uncinata di tale "braccio" andava ad agganciarsi su appositi ganci situati su punti diversi della corsa del "braccio" stesso, permettendo così di fissare le corde a diversa tensione e di mutare l'accordatura della chitarra (da quella standard in Mi si poteva passare alle più basse Re, Do e Si e alle più alte Fa diesis e Sol) con un semplice movimento di leva, quindi durante l'esecuzione musicale. Ciò avrebbe aperto orizzonti musicali e compositivi fino a quel momento inesplorati. Tale nuovo ponte, denominato "Trans-Tremolo" per la sua capacità di "trasporre" l'accordatura, fu installato di serie nella nuova chitarra, denominata GL. Inoltre montava i già collaudati pick-up EMG in assetto variabile: si poteva ordinare con due humbucker o con un humbucker al ponte e due single coil. Il successo della chitarra, lanciata nel 1983, fu travolgente e molti musicisti professionisti (tra i quali si possono ricordare Mark Knopfler, Allan Holdsworth, Mike Rutherford e Eddie van Halen) ben presto adottarono la GL.
La domanda di chitarre e bassi Steinberger continuò a crescere per tutti gli anni successivi, al punto che nel 1984 una televisione dell'area di Boston dedicò alla Steinberger una puntata del suo programma sulle imprese americane di successo, e lo stesso fece alcuni anni più tardi un'emittente giapponese.
Con l'aumento della domanda crebbero anche le copie economiche degli strumenti Steinberger, spesso prodotti in Giappone e Corea ma anche in Germania e negli stessi Stati Uniti, con materiali di mediocre qualità. Inizialmente Ned reagì con un'azione legale nei confronti di un'azienda giapponese e contro la tedesca Warwick per via del basso Spector, quindi decise che sarebbe stato molto più redditizio concedere in licenza la propria tecnologia a queste marche. Ciò avvenne solo con la tedesca Hohner.